# Ja, dä ä dä
Ja, dä ä dä är den svenske rockartisten Pugh Rogefeldts debutalbum, utgivet på skivbolaget Metronome 1969.
Albumet spelades in i juni 1969 i Metronome Studios och producerades av Anders Burman. Därtill medverkade gitarristen och basisten Jojje Wadenius och trummisen Janne "Loffe" Carlsson. Även Michael B. Tretow fanns med som tekniker. 
Albumet släpptes på CD 1990 och ytterligare en gång 2004 i remastrat skick.

## Bakgrund
Våren 1967 spelade Rogefeldt in fyra låtar på en hyrd bandspelare tillsammans med Inge Dahlin och den yngre brodern Ingemar Rogefeldt. Bland låtarna fanns en ballad, "Små lätta moln" och "Vänster höger om marsch". Rogefeldt skickade demoinspelningen till olika skivbolag i Stockholm, varav Metronome var det enda som svarade.
Anders Burman på Metronome kontaktade Rogefeldt och bjöd in honom på ett möte i Stockholm. Rogefeldt hade permission från P10 i Strängnäs, där han vid tidpunkten gjorde sin militärtjänstgöring. Att komma till Metronomes kontor har Rogefeldt beskrivit "som att kliva rakt in i teveskärmen eller gå från bänkraderna upp på scenen mitt i en teaterpjäs". Burman erbjöd Rogefeldt ett skivkontrakt, men menade också att ingen av Rogefeldts låtar passade som singel och ombad honom därför att skriva en sådan. På mötet frågade även Burman om Rogefeldt hade något artistnamn, vilket han inte hade. Enligt Burman var Torbjörn Rogefeldt inte ett tillräckligt "hippt" namn för att göra rockkarriär med. Rogefeldt funderade och av en slump kom han att tänka på en konstnär han kände, Pug Karlsson. Burman gillade det och artistnamnet Pugh Rogefeldt var fött.
Tillbaka i hemmet i Västerås började Rogefeldt direkt att skriva på en singellåt. Bland de låtar som skrevs var "Här kommer natten", "Jag sitter och gungar" och "Haru vart på cirkus". Burman tyckte att "Här kommer natten" och "Jag sitter och gungar" var "lite tunga" och passade bättre för en LP, men att "Haru vart på cirkus" skulle vara en "kul debutsingel". "Haru vart på cirkus" spelades in 1968 i Metronomes studio i Stockholm med Burman som producent. Medverkade gjorde Inge Dahlin på bas och Rogefeldt på sång och gitarr. Ljudtekniker var Michael B. Tretow och som B-sida valdes låten "Skölj bort mej". Efter singeln bad Burman Rogefeldt att skriva ytterligare sex-sju låtar för ett kommande album. Rogefeldt fick ett ekonomiskt förskott för att klara sig under tiden.
I januari 1969 kallades Rogefeldt till möte på Metronomes kontor i Stockholm. Där träffade han bland andra Jojje Wadenius och Burman förklarade att ville sammanföra de två. Burman sade att Wadenius inte skulle hjälpa till med själva låtskrivandet utan som musiker och arrangör av låtarna. Rogefeldt gick Burmans önskan till mötes och återvände till Västerås för att skriva ytterligare låtar. Han har beskrivit denna period som "en av de intensivaste perioderna" i sitt liv och hade dåligt samvete för att han inte hann tillbringa tillräckligt mycket tid med sin familj. Han läste Bertolt Brecht, vars texter han upplevde "bara sjöng" mot honom. Han spelade bland annat Brechts "Surabaya Johnny", vilken kom att inkluderas på debutalbumet.
Albumtiteln kom sig av att Wadenius under arbetet med skivan drev med Rogefeldts Västerås-dialekt där uttrycket "ja, dä ä dä" ofta förekom.

## Inspelning
Ja, dä ä dä spelades in under två dagar 2–3 juni 1969. Förutom Wadenius hade nu Janne "Loffe" Carlsson tillkommit som trummis. Producent och ljudtekniker var liksom på debutsingeln "Haru vart på cirkus" Burman respektive Tretow. Ytterligare gitarr- och pianokompletteringar gjordes av Wadenius 9–10 juni och samtidigt mixades albumet där över tio minuter låtmaterial klipptes bort. På albumet medverkade Rogefeldt med sång, elgitarr och akustisk gitarr, Wadenius med gitarr, bas och piano och Carlsson på trummor.
| ”                                                                                   | Va ere här för smörja? Nä, Burman nu har du gjort ett misstag. Skicka hem pojken mé tåget till Västerås så glömmer vi hela skiten. | „ |
| – Janne "Loffe" Carlsson första gången han hörde demoinspelningarna för Ja, dä ä dä | |   |

Rogefeldt första möte med Carlsson blev spänt och han förstod inte att Carlsson skämtade när han kallade låtmaterialet för smörja. Rogefeldts avoghet höll i sig ända till dess att han hörde Carlsson sätta dit introduktionen till, "Love, Love, Love". Albumet innehåller flera av Rogefeldts mest kända kompositioner såsom "Här kommer natten" (även utgiven som singel 1969), "Små lätta moln" och Bertolt Brecht-tolkningen "Surabaya Johnny".

## Mottagande och eftermäle
Albumet väckte sensation för att det var ett av de första rockalbumen på svenska. Rogefeldts sångstil var också utmärkande där han drog på vokaler och använde språket på ett sätt som inte gjorts tidigare i Sverige. Texterna hade ofta en naivistisk ton och innehöll direktöversättningar från amerikansk och engelsk pop. Till exempel var låten "Här kommer natten" en sådan av Thems "Here Comes the Night". Ja, dä ä dä väckte också uppmärksamhet för dess psykedeliska rock. Genom albumet banade Rogefeldt, tillsammans med Örjan Ramberg och Göran Lagerbergs låt Balladen om killen som släpptes ungefär samtidigt väg för andra rockband att också sjunga på svenska.
Dagens Nyheters recensent Lars Weck skrev "ingen tvekan om att den är något helt nytt i svensk pop" om Ja, dä ä dä. När albumet utgavs i augusti 1969 väckte det dock inte särskilt mycket uppståndelse utan det var först i slutet på samma år som albumet blev populärt när ungdomsredaktionen på den enda radiokanalen började spela "Här kommer natten" och "Surabaya Johnny".
Albumet belönades med en Grammis för bästa debutpopulärproduktion 1970.
Trumbeatet i "Love, Love, Love" samplades 1996 i låten "Mutual Slump" av den amerikanske artisten DJ Shadow.
Ja, dä ä dä är en av titlarna i boken Tusen svenska klassiker (2009). Skivan rankades av Sonic Magazine i juni 2013 som det 23:e bästa svenska albumet någonsin.

## Låtlista
Där inte annat anges är låtarna skrivna av Pugh Rogefeldt.
Sida A
1. "Love, Love, Love" - 3:18
2. "Här kommer natten" - 3:36
3. "Surabaya Johnny" - 7:00 (Kurt Weill, Bertolt Brecht, svensk översättning Anders Aleby)
4. "Små lätta moln" - 4:37
5. "Dä ä bra, dä ä fint" - 4:14

Sida B
1. "Jag sitter och gungar" - 5:23
2. "Signe" - 5:08
3. "Colinda" - 3:57
4. "Haru sett mej va..." - 4:25
5. "Du tände lyset Andersson" - 2:48

## Medverkande
- Anders Burman – producent
- Janne Carlsson – trummor
- Pugh Rogefeldt – sång, elgitarr, akustisk gitarr, munspel
- Michael B. Tretow – tekniker
- Jojje Wadenius – bas, elgitarr, tamburin, piano

### Fotnoter
1. 1 2 3  ”Ja, dä dä”. Discogs.com. http://www.discogs.com/Pugh-Rogefeldt-Ja-D%C3%A4-D%C3%A4/release/714454. Läst 22 januari 2013.
2. ↑  Rogefeldt 2013, s. 57–58.
3. ↑  Rogefeldt 2013, s. 58–62.
4. ↑  Rogefeldt 2013, s. 62–63.
5. ↑  Rogefeldt 2013, s. 63.
6. ↑  ”Haru vart på cirkus”. Svensk mediedatabas. http://smdb.kb.se/catalog/search?q=pugh+rogefeldt+vart+p%C3%A5+cirkus&sort=OLDEST. Läst 6 februari 2014.
7. ↑  Rogefeldt 2013, s. 73–74.
8. ↑  Rogefeldt 2013, s. 73–75.
9. 1 2 3 4  Gradvall et al (2009), #251
10. ↑  Rogefeldt 2013, s. 77–81.
11. 1 2  Rogefeldt 2013, s. 80.
12. ↑  Lovén, Lars. ”Pugh Rogefeldt”. Allmusic.com. http://www.allmusic.com/artist/pugh-rogefeldt-mn0001361414. Läst 22 januari 2013.
13. ↑  Linus Kuhlin (24 juli 2017). ”Balladen om "Balladen om killen"”. Hymn. ISSN 2002-7346. https://hymn.se/2017/07/24/balladen-om-balladen-om-killen/. Läst 2 april 2019.
14. ↑  Rogefeldt 2013, s. 81–83.
15. ↑  ”Grammisvinnare genom åren”. IPFI. Arkiverad från originalet den 1 september 2015. https://web.archive.org/web/20150901000000/http://www.ifpi.se/wp-content/uploads/Grammishistorik-2012.pdf. Läst 22 januari 2013.
16. ↑  Rogefeldt 2013, s. 77.
17. ↑  Sonic #69, sommaren 2013